# Cleiton Xavier
Cleiton Xavier, właśc. Cleiton Ribeiro Xavier (ur. 23 marca 1983 w São José da Tapera, w stanie Alagoas) – brazylijski piłkarz, grający na pozycji ofensywnego pomocnika.

## Kariera piłkarska

### Kariera klubowa
W 2002 rozpoczął karierę piłkarską w CSA Maceió, skąd przeniósł się do Internacionalu. Potem był wypożyczony do klubów Sport Recife, Brasiliense, SE Gama, Marília AC oraz Figueirense. Na początku 2009 przeszedł do SE Palmeiras, w którym występował w Copa Libertadores. W lipcu 2010 podpisał 4-letni kontrakt z ukraińskim Metalistem Charków. 4 lutego 2015 piłkarz anulował kontrakt z klubem w związku z wojną na Donbasie.

### Kariera reprezentacyjna
W 2003 występował w reprezentacji Brazylii U-20. Od 2009 był powoływany do narodowej reprezentacji Brazylii, chociaż jeszcze nie wychodził na boisko.

## Sukcesy i odznaczenia

### Sukcesy klubowe
- mistrz Campeonato Gaúcho: 2003, 2004
- mistrz Campeonato Catarinense: 2008